# Edinburgh Hockey Club
Der Edinburgh Hockey Club ist ein 1958 als Edinburgh Civil Service gegründeter Hockeyverein der schottischen Hauptstadt Edinburgh. Während der 1950er wuchs der Inverleith Hockey Club stark an, so dass einige Mitglieder beschlossen einen weiteren Hockeyverein in Edinburgh zu etablieren. Der in Blau und Weiß spielende Club ist in Meggetland im Südwesten von Edinburgh beheimatet. War das Herrenteam das dominierende in Schottland während der 1970- und 1980-Jahre, ist es 2016 nur noch in der dritten Liga vertreten. Die Damen spielen dagegen in der höchsten schottischen Liga.

## Erfolge
Herren-Feld
- EuroHockey Club Champions Trophy: 1986
- EuroHockey Cup Winners Trophy: 1992

- Meister Scotish National League: 1976, 1977, 1978, 1979, 1980, 1981, 1982, 1984, 1985, 1987, 1988
- Schottischer Pokalsieger im Feldhockey: 1970, 1974, 1976, 1977, 1978, 1979, 1981, 1984, 1985, 1987, 1988, 1991

Herren-Halle
- EuroHockey Club Champions Trophy: 1995

- Meister Scotish National League (Halle): 1987, 1988, 1989, 1994
- Schottischer Pokalsieger im Hallenhockey: 1971, 1972, 1973, 1974, 1975, 1976, 1977, 1978, 1979, 1980, 1981, 1982, 1983, 1984, 1985, 1986, 1988, 1989, 1991, 1994, 1996